# Бджола-муляр Лефебвра
Бджола́-му́ляр Лефе́бвра (Megachile lefebvrei) — перетинчастокрила комаха з родини Megachilidae. Один із 69 видів палеарктично-палеотропічного підроду Chalicodoma всесвітньо поширеного роду Megachile (близько 1500 видів). Один із 3 видів підроду в фауні України. Запилювач рослин.

## Опис
Довжина тіла становить 14–18 мм. Тіло чорне, за винятком останніх члеників лапок, які мають червоне забарвлення(але пазурчики чорні), крила затемнені. Середньоспинка та голова зверху вкриті чорно-коричневими волосками, на обличчі — світло-коричневими з домішкою сірих.Щоки, боки грудей та проподеум вкриті білими або світло-сірими волосками. Від інших представників підроду самиці відрізняються наявністю на боках 1-3 тергумів плям із білих волосків. 4–5 тергуми на апікальних краях мають суцільні перев'язи з білих волосків. Черевна щітка чорно-коричнева до світло-коричневої. У самця 6 тергум на боках із зубцем, опушення тіла переважно біло-сірого кольору. 4–7 тергуми на основній частині вкриті чорними волосками, наапікальних краях — коричневими.

## Особливості біології
Мешкає на ділянках петрофітного степу, накам'янистих морських узбережжях та скельних виходах серед рідколісь. Має одне покоління на рік, літ імаго триває із середини червня до початку серпня. Збирає пилок та нектар із рослин родин Fabaceae, Lamiaceae та Asteraceae. Самиці будують гнізда в невеликих, іноді рівних розміру однієї комірки, порожнинах каменів. Гніздо складається з однієї або декількох комірок,побудованих зі зволоженої землі. Самиця покриває готове гніздо шаром камінчиків, які закріплює мастикою з пережованого листя, що є оригінальною особливістю серед представників підроду.

## Поширення
Середземноморський вид. Ареал охоплює Південну, Східну та Центральну Європу, Кавказ, Північну Африку (Алжир, Марокко, Туніс), Іран. 
В Україні поширений тільки в Криму.

## Загрози та охорона
Останнім часом спостерігається зменшення як чисельності виду, так і площі його поширення, що пов'язано зі скороченням площі цілинних степових ділянок, надмірним випасом худоби, рекреацією на морських узбережжях.
Охороняється в Казантипському, Опуцькому і Карадазькому природних заповідниках, а також в деяких заказниках на узбережжі Криму. Необхідний моніторинг стану популяції в передгірних районах Криму та узбережжях Азовського та Чорного морів.